# Sky Towers
El complejo multifuncional Sky Tower (Багатофункціональний комплекс "Скай Тоуерз" /  Bahatofunkzionalnyj kompleks Skai Touers) es un complejo de gran altura en construcción en Kiev, la capital de Ucrania. Desde 2015 la obra se encuentra paralizada.

## Descripción
El complejo está ubicado en Kiev Victory Prospect, entre Victory Square y el Zoológico de Kiev. Consta de dos rascacielos, de los cuales está previsto que el más alto tenga 47 pisos y una altura de 214 m será el edificio más alto de Ucrania. La segunda torre tendrá 34 pisos y 169 m de altura. La superficie total del complejo será de 215.400 m² y contará con 47 escaleras mecánicas y seis ascensores de alta velocidad. La construcción del segundo edificio se inició en 2018. Hasta 17.000 personas deberían poder trabajar en el edificio, y se dispondrá de un aparcamiento subterráneo con un total de 841 plazas de parqueo.